# Hipismo nos Jogos Olímpicos de Verão de 1924
O hipismo nos Jogos Olímpicos de Verão de 1924 foi realizado em Paris, na França, com cinco eventos disputados no adestramento, concurso completo de equitação (CCE) e salto. O volteio não foi incluído no programa de 1924.

## Adestramento individual
| Pos. | País         | Atletas          | Cavalo     |
| ---- | ------------ | ---------------- | ---------- |
|      | Suécia (SWE) | Ernst Linder     | Piccolmini |
|      | Suécia (SWE) | Bertil Sandström | Sabel      |
|      | França (FRA) | Xavier Lesage    | Plumard    |

## CCE três-dias individual
| Pos. | País                 | Atletas                      | Cavalo       |
| ---- | -------------------- | ---------------------------- | ------------ |
|      | Países Baixos (NED)  | Adolf van der Voort van Zijp | Silver-Piece |
|      | Dinamarca (DEN)      | Frode Kirkebjerg             | Metoo        |
|      | Estados Unidos (USA) | Sloan Doak                   | Pathfinder   |

## CCE três-dias por equipe
| Pos. | País                | Atletas                                                                                         | Cavalos                                          |
| ---- | ------------------- | ----------------------------------------------------------------------------------------------- | ------------------------------------------------ |
|      | Países Baixos (NED) | Antonius Colenbrander Gerard de Kruijff Charles Pahud de Mortagnes Adolf van der Voort van Zijp | King of Hearts Addio Johnnie-Walker Silver-Piece |
|      | Suécia (SWE)        | Claës König Gustaf Hagelin Carl Lewenhaupt Torsten Sylvan                                       | Bojan Varius Canter Anita                        |
|      | Itália (ITA)        | Alessandro Alvisi Emanuele Beraudo di Pralormo Tommaso Lequio di Assaba Alberto Lombardi        | Capiligio Mountfélix Torena Pimplo               |

## Salto individual
| Pos. | País          | Atletas                  | Cavalos  |
| ---- | ------------- | ------------------------ | -------- |
|      | Suíça (SUI)   | Alphonse Gemuseus        | Lucette  |
|      | Itália (ITA)  | Tommaso Lequio di Assaba | Trebecco |
|      | Polônia (POL) | Adam Królikiewicz        | Picador  |

## Salto por equipe
| Pos. | País           | Atletas                                              | Cavalos                  |
| ---- | -------------- | ---------------------------------------------------- | ------------------------ |
|      | Suécia (SWE)   | Åge Lundström Axel Ståhle Åke Thelning               | Loke Cecil Anvers        |
|      | Suíça (SUI)    | Hans Bühler Alphonse Gemeseus Werner Stuber          | Lucette Girandole Sailor |
|      | Portugal (POR) | António Borges Hélder de Sousa Martins José Mouzinho | Reginals Avro Hetrugo    |

## Quadro de medalhas do hipismo
| Ordem | País               | Medalha de ouro | Medalha de prata | Medalha de bronze | Total |
| ----- | ------------------ | --------------- | ---------------- | ----------------- | ----- |
| 1     | SWE Suécia         | 2               | 2                | 0                 | 4     |
| 2     | NED Países Baixos  | 2               | 0                | 0                 | 2     |
| 3     | SUI Suíça          | 1               | 1                | 0                 | 2     |
| 4     | ITA Itália         | 0               | 1                | 1                 | 2     |
| 5     | DEN Dinamarca      | 0               | 1                | 0                 | 1     |
| 6     | USA Estados Unidos | 0               | 0                | 1                 | 1     |
| 6     | FRA França         | 0               | 0                | 1                 | 1     |
| 6     | POL Polônia        | 0               | 0                | 1                 | 1     |
| 6     | POR Portugal       | 0               | 0                | 1                 | 1     |